# لاين كلوف
لاين كلوف (بالإنجليزية: Iain Clough)‏ هو راكب الكنو بريطاني، ولد في 22 مايو 1965.

## وصلات خارجية
- لاين كلوف على موقع أوليمبيديا (الإنجليزية)